# Trưng cầu dân ý cải tổ hiến pháp Armenia 2015
Một cuộc Trưng cầu dân ý cải tổ hiến pháp đã được tổ chức tại Armenia vào ngày 6 tháng 12 năm 2015. Những dự định cải tổ hiến pháp Armenia sẽ thay đổi thể chế chính quyền từ Bán tổng thống chế sang Cộng hòa đại nghị, mà dự định sẽ thực hiện trong kỳ bầu cử 2017–18. 66,2% cử tri đã ủng hộ những dự định cải tổ. Số người đi bầu là 50,8%, hơn con số 33%, cái mức tối thiểu để kết quả bầu cử có hiệu lực.
Những người chống đối hiến pháp mới, mà nghĩ rằng, đó là cái cách để tổng thống Serzh Sargsyan tiếp tục duy trì quyền lực sau khi chấm dứt nhiệm kỳ thứ hai mà cũng là nhiệm kỳ cuối cùng của ông, cho là bạo lực, cưỡng bách và gian lận đã được sử dụng để đạt được số phiếu.